# Kabinett Rothe (Großherzogtum Sachsen)
Das Kabinett Rothe (Staatsministerium) bildete von 1899 bis zum 9. November 1918 die von Großherzog Carl Alexander und seinem Nachfolger Wilhelm Ernst eingesetzte Landesregierung des Großherzogtums Sachsen-Weimar-Eisenach. Nach dem altersbedingten Rückzug in den Ruhestand wurde eine neue Regierung unter dem bisherigen Finanzminister Karl Rothe gebildet. Im Zuge der Novemberrevolution 1918 wurden der Großherzog und seine Regierung durch den Arbeiter- und Soldatenrat unter Führung von August Baudert (SPD) zur Abdankung bzw. zum Rücktritt gezwungen.
| Amt | Name                                                                                         |
| Vorsitzender Großherzogliches Haus Finanzen (bis 1901) Justiz Kirchen- und Schulangelegenheiten (ab 1901) | Karl Rothe                                                                                   |
| Kirchen- und Schulangelegenheiten (bis 1901)                                                              | Rudolf von Pawel-Rammingen, 1899–1901                                                        |
| Auswärtige Angelegenheiten Inneres                                                                        | Hans Lutze von Wurmb, 1899–1907 Arnold Paulssen, 1908–1912 (liberal) Karl Unteutsch, ab 1912 |
| Finanzen (ab 1901)                                                                                        | Johannes Hunnius                                                                             |